# Raymond Richards (altista)
Raymond Richards (28 aprile 2001) è un altista giamaicano.

## Biografia
Le sue prime esperienze internazionali risalgono al 2019, quando si classifica nono e ottavo nel salto in alto rispettivamente ai campionati nord-centroamericani e caraibici under 23 di Queretaro e ai campionati panamericani under 20 di San José.
Nel 2021, dopo essersi laureato campione nazionale del salto in alto, conquista la medaglia di bronzo nella medesima disciplina ai campionati nord-centroamericani e caraibici under 23 di San José, mentre nel 2023 è sesto nella classifica della finale del salto in alto ai Giochi centramericani e caraibici di San Salvador.
Nel 2025 prende parte ai campionati mondiali indoor di Nanchino, conquistando la medaglia di bronzo nel salto in alto.

## Progressione

### Salto in alto
| Stagione | Misura | Luogo        | Data      | Rank. Mond. |
| -------- | ------ | ------------ | --------- | ----------- |
| 2025     | 2,30 m | Spanish Town | 1-3-2025  |             |
| 2024     | 2,25 m | Kingston     | 24-2-2024 |             |
| 2023     | 2,20 m | Kingston     | 10-6-2023 |             |
| 2023     | 2,20 m | Kingston     | 25-3-2023 |             |
| 2022     | 2,15 m | Kingston     | 24-6-2022 |             |
| 2022     | 2,15 m | Kingston     | 8-6-2022  |             |
| 2021     | 2,15 m | Kingston     | 26-6-2021 |             |
| 2021     | 2,15 m | Kingston     | 20-3-2021 |             |
| 2020     | 2,10 m | Kingston     | 25-1-2020 |             |
| 2019     | 2,13 m | Kingston     | 1-6-2019  |             |

## Palmarès
| Anno | Manifestazione              | Sede         | Evento        | Risultato | Prestazione | Note |
| ---- | --------------------------- | ------------ | ------------- | --------- | ----------- | ---- |
| 2019 | Campionati NACAC U23        | Queretaro    | Salto in alto | 9º        | 2,05 m      |      |
| 2019 | Campionati panamericani U20 | San José     | Salto in alto | 8º        | 2,03 m      |      |
| 2021 | Campionati NACAC U23        | San José     | Salto in alto | Bronzo    | 1,95 m      |      |
| 2023 | Giochi CAC                  | San Salvador | Salto in alto | 6º        | 2,17 m      |      |
| 2025 | Mondiali indoor             | Nanchino     | Salto in alto | Bronzo    | 2,28 m      |      |

## Campionati nazionali
- 1 volta campione giamaicano assoluto del salto in alto (2021)

2019
- Oro ai campionati giamaicani under 20, salto in alto - 2,05 m

2021
- Oro ai campionati giamaicani assoluti, salto in alto - 2,15 m

2022
- Bronzo ai campionati giamaicani assoluti, salto in alto - 2,15 m

2024
- Bronzo ai campionati giamaicani assoluti, salto in alto - 2,20 m